# Pröller
De Pröller is een 1048 meter hoge berg in de Duitse deelstaat Beieren, district Straubing-Bogen. De berg maakt deel uit van het Beierse Woud en is de bekendste berg rond Sankt Englmar en Kollnburg. Bij goed weer is er een uitgebreid uitzicht naar het oosten en kunnen diverse toppen van het Beierse Woud worden gezien. Op de top bevindt zich een gipfelkreuz. In de winter kan er vanuit Sankt Englmar worden geskied.